# Mesochorus bipartitus
Mesochorus bipartitus är en stekelart som beskrevs av Schwenke 1999. Mesochorus bipartitus ingår i släktet Mesochorus och familjen brokparasitsteklar. Inga underarter finns listade i Catalogue of Life.